# Dan Jooste
Pour les articles homonymes, voir Jooste.
Pas d'image ? Cliquez ici

a Compétitions nationales et continentales officielles uniquement.

b Matchs officiels uniquement.
Dernière mise à jour le 16 juin 2025.
Dan Jooste, né le 21 février 1998 à Johannesbourg (Afrique du Sud), est un joueur sud-africain de rugby à XV évoluant au poste de talonneur.

## Biographie

### Jeunesse et formation
Dan Jooste naît le 21 février 1998 à Johannesbourg en Afrique du Sud. Il fait ses études dans la Paarl Boys' High School (en), situé dans la ville de Paarl. Par la suite, Jooste est diplômé de l'université de Stellenbosch.
Au niveau sportif, il est membre de l'équipe des moins de 21 ans de l'équipe de rugby à XV de la Western Province. En 2017 et 2018, il est sélectionné avec les Junior Springboks, avec qui il participe au Championnat du monde junior.

### Carrière
En 2019, avec l'équipe senior de la Western Province, Dan Jooste atteint la finale du Rugby Challenge.
En mai 2019, il fait ses débuts en Super Rugby avec les Stormers, lors d'une défaite 41 à 22 contre les Lions, en entrant en cours de match.
À l'issue de sa première saison de Super Rugby, il rejoint les Sharks à partir de 2020, dans un contexte de pénurie au poste de talonneur, en raison du départ d'Akker van der Merwe aux Sale Sharks, de la suspension de Chiliboy Ralepelle pour dopage, et de la blessure longue durée de Kerron van Vuuren (en). Si la franchise fait temporairement appel au vétéran Craig Burden, de retour du Stade français Paris, les deux jeunes joueurs disponibles, Dylan Richardson et Fez Mbatha (en), ne sont pas encore jugés aptes à prendre pleinement la relève. Ainsi, l'entraîneur Sean Everitt (en) valide le recrutement de Dan Jooste à ce poste.
À Durban, il se retrouve donc en concurrence avec Dylan Richardson, Mbatha et van Vuuren,. Si Richardson se fixe en troisième ligne aile en raison de ses lancers en touches et de la blessure du flanker James Venter (en), Jooste doit faire face à la concurrence de Bongi Mbonambi à partir de 2021. Bien qu'il évolue régulièrement en Currie Cup avec les Natal Sharks et en Super Rugby, il ne parvient pas à supplanter le talonneur international sud-africain Bongi Mbonambi dans la hiérarchie à ce poste.
Avec les Sharks, Jooste participe à la Pro14 Rainbow Cup à l'issue de la saison 2020-2021, avant de prendre part au United Rugby Championship, après l'intégration des franchises sud-africaines. Il dispute également la Champions Cup 2022-2023 et la Challenge Cup 2023-2024,.
En octobre 2024, Dan Jooste rejoint la Section paloise, club qu'il a affronté en Challenge Cup durant la saison 2023-2024, en tant que joker médical de Lucas Rey.
En mai 2025, le RC Narbonne officialise la signature du joueur à compter de la saison 2025-2026. 